# Zira
Zira è una città dell'India di 31.350 abitanti, situata nel distretto di Ferozepur, nello stato federato del Punjab. In base al numero di abitanti la città rientra nella classe III (da 20.000 a 49.999 persone).

## Geografia fisica
La città è situata a 30° 58' 56 N e 74° 59' 13 E.

## Società

### Evoluzione demografica
Al censimento del 2001 la popolazione di Zira assommava a 31.350 persone, delle quali 16.399 maschi e 14.951 femmine. I bambini di età inferiore o uguale ai sei anni assommavano a 4.125, dei quali 2.287 maschi e 1.838 femmine. Infine, coloro che erano in grado di saper almeno leggere e scrivere erano 19.638, dei quali 10.866 maschi e 8.772 femmine.